# 上野田 (白岡市)
上野田（かみのだ）は、埼玉県白岡市の地名。現行行政地名は上野田のみ。住居表示未実施地区。郵便番号は349-0221。本項では、かつて同地域に存在した南埼玉郡上野田村（かみのだむら）についても記す。

## 地理
白岡市中東部に位置する。下野田と境界が錯綜しており、おおむね東・南で下野田、東で爪田ケ谷、西で寺塚、南で岡泉、北で高岩・新白岡三丁目および南埼玉郡宮代町西粂原に接する（町界が錯綜しているため、飛地との隣接は省略）。

### 河川
- 隼人堀川
- 姫宮落川
- 高岩落川 - 姫宮落川の支流
- 百間用水

## 歴史

### 地名の由来
古来の地形から。享保年間に上下2村に分かれた。

### 沿革
- 幕末の時点では埼玉郡に属し、「旧高旧領取調帳」の記載によると明治初年時点では一橋徳川家領、幕府領（小笠原甫三郎支配所）であった[5]。
- 慶応4年6月19日（1868年8月7日） - 幕府領が武蔵知県事・山田政則の管轄となる。
- 1869年（明治2年）
  - 1月10日（1869年2月20日） - 武蔵知県事・山田政則が宮原忠英に交代。
  - 1月13日（1869年2月23日） - 武蔵知県事・宮原忠英の管轄区域に大宮県を設置、同県の管轄となる。県庁は東京府馬喰町に置かれる。
  - 9月29日（1869年11月2日） - 県庁が浦和に置かれ浦和県に改称。
  - このころ一橋徳川家領が浦和県の管轄となる。
- 1871年（明治4年）11月13日（1871年12月24日） - 第1次府県統合により埼玉県の管轄となる。
- 1879年（明治12年）3月 - 前年に制定された郡区町村編制法の埼玉県での施行により南埼玉郡の所属となる。郡役所は岩槻町に設置。
- 1889年（明治22年）4月1日 - 町村制の施行に伴い上野田村が単独で自治体を形成。後に日勝村となる9村で町村組合を結成。
- 1895年（明治27年）3月15日 - 町村組合を結成していた岡泉村・実ケ谷村・千駄野村・小久喜村・下野田村・爪田ケ谷村・太田新井村・彦兵衛村と合併し、日勝村が成立。日勝村の大字上野田となる。自治体としては消滅。
- 1954年（昭和29年）9月1日 - 日勝村が篠津村および大山村の一部（大字下大崎・大字柴山・大字荒井新田）と合併して白岡町となり、同町の大字となる。
- 2012年（平成24年）10月1日 - 白岡町が市制を施行し、白岡市となる。同時に「大字」の表記がなくなり、白岡市の上野田となる[4]。

## 世帯数と人口
2023年（令和5年）7月1日時点の世帯数と人口は、以下のとおりである。
| 地名   | 世帯数  | 人口    |
| ------ | ------- | ------- |
| 上野田 | 972世帯 | 2,192人 |

## 小・中学校の学区
市立小・中学校に通う場合、学区（校区）は以下のとおりとなる。
| 区域 | 小学校             | 中学校             |
| ---- | ------------------ | ------------------ |
| 全域 | 白岡市立菁莪小学校 | 白岡市立菁莪中学校 |

## 交通

### 鉄道
地内に鉄道路線は通っていない。最寄り駅は地点によって異なり、東日本旅客鉄道（JR東日本）宇都宮線の白岡駅、同新白岡駅、東武伊勢崎線（東武スカイツリーライン）・東武日光線の東武動物公園駅、東武伊勢崎線の和戸駅のいずれかである。

### 道路
- 埼玉県道65号さいたま幸手線

## 施設
- 白桜会 新しらおか病院
- 白岡市立菁莪小学校
- しらおか虹保育園
- 正伝寺（聖德山正傳寺）
- 金界山大徳寺
- 鷲宮神社
- 八坂神社
- 第六天神社・雷電神社
- 上野田公会堂
- 西崎公会堂
- 宮山団地 - 鷲宮神社の北側にある住宅地
- 東京電力パワーグリッド北東京変電所（一部）
- 上野田宮山第一児童遊園
- 上野田山中児童遊園（飛地）

※ 上野田宮山第二児童遊園・上野田宮山第三児童遊園は下野田に所在。